# Pipreola frontalis
Pipreola frontalis là một loài chim trong họ Cotingidae.
Loài chim này được tìm thấy ở Bolivia, Ecuador và Peru. Môi trường sống tự nhiên của chúng là rừng núi ẩm nhiệt đới hoặc cận nhiệt đới.
Được mô tả lần đầu tiên bởi nhà nghiên cứu chim của Anh Philip Sclater năm 1858, loài chim này là một trong mười một loài trong chi Pipreola. Mẫu tiêu biểu của loài này được lưu giữ tại Học viện Khoa học tự nhiên thuộc Đại học Drexel ở Philadelphia. Loài này có quan hệ gần gũi với chim ăn trái cây họng lửa, nhưng được tìm thấy ở độ cao cao hơn. Loài nàycó hai phân loài, trong đó một số nhà phân loại học cho là đại diện cho hai loài riêng biệt.